# La Llorona (Folklore)

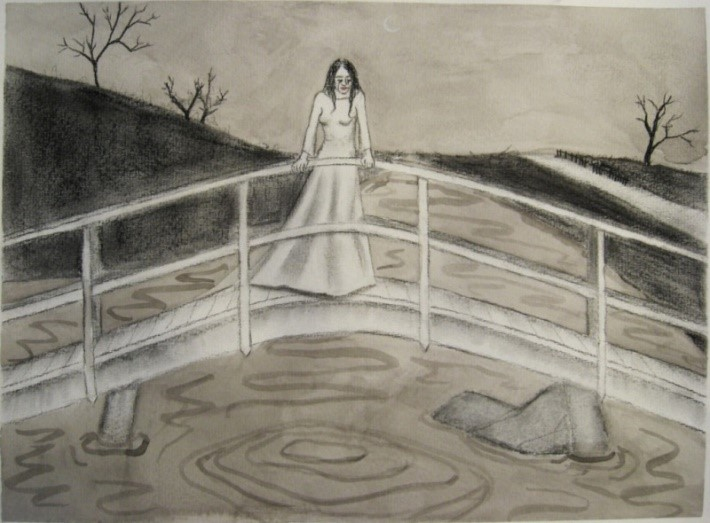
La Llorona

La Llorona (deutsch: „Die Weinende“, „die Wehklagende“) ist eine Figur der lateinamerikanischen Folklore. Sie ist der Geist einer Frau, die um ihre Kinder immer weint, die sie zuvor eigenhändig in einem Fluss ertränkt hat (Varianten s. u.). Erscheint sie Menschen – meist in der Umgebung von Flüssen – gilt sie gewöhnlich als Vorbotin des Todes. Die Erzählung der La Llorona existiert in vielerlei Ausführungen und ist zu einem gewissen Grade im gesamten lateinamerikanischen Raum verbreitet, insbesondere in Mexiko. Ihre Legenden erfreuen sich großer Popularität, und ihre Gestalt hat Eingang in moderne Subkulturen gefunden. Sie inspiriert bis heute Kunstwerke, Horrorfilme, Computerspiele und Gruselromane.

## Beschreibung
Die Legenden um La Llorona haben ihren Ursprung in Lateinamerika. Sie wird dort als junge, wunderschöne Frau namens Maria oder Rita beschrieben. Sie soll laut Augenzeugen als weiß gekleidete Dame erscheinen und nicht selten wie eine Braut aussehen. In düsteren Versionen soll sie zwar ebenfalls einer Braut ähneln, aber dürr wie ein Skelett sein und unheimlich glühende Augen haben. Die Legende darum, wie sie zur weinenden Mutter wurde, liegt in zahllosen, von Region zu Region oft stark abweichenden Variationen vor. Der gemeinsame Kern der Legende beschreibt ihr Schicksal wie folgt:
Maria (oder Rita) war eine sehr junge und wunderschöne Frau, die von Freiern geradezu umschwärmt wurde. Sie selbst träumte stets davon, einen besonders hübschen, reichen und mächtigen Mann zu heiraten und ihm viele Kinder zu schenken. Tatsächlich wurde ihr dieser Wunsch eines Tages erfüllt. Doch Maria hatte sich den Falschen ausgesucht: Ihr Mann betrog sie bald mit einer Anderen, einer, die ihn nicht mit Kinderwünschen überhäufen, sondern nur ihm gefällig sein würde. Für diese andere Frau verließ er sogar das mit Maria bewohnte Herrenhaus, unter dem Vorwand, sein Beruf (oder seine Familie) verlange es von ihm. In der Zwischenzeit gebar Maria mehrere Kinder (hier weichen die Legenden bezüglich der Anzahl der Kinder erstmals stark ab). Eines Tages kehrte der Mann nach Hause zurück und beichtete Maria seine Affären (nach abweichenden Erzählungen kam sie selbst dahinter). Zu Recht gekränkt, sagte sie, dass sie ihn niemals werde gehen lassen, und drohte ihm, seine Affären bekannt zu machen. Ihr Mann drohte ihr ebenfalls: Niemand werde einer „einfachen Frau“ glauben, außerdem gehöre das Haus ihm und sollte sie nicht Ruhe geben, werde er ihr Haus und Kinder wegnehmen, notfalls mit Gewalt. Er begann außerdem, auch die Kinder zu bedrohen. Maria zerbrach schließlich an den Schikanen und der häuslichen Gewalt, verlor erst die Nerven, dann den Verstand. Höre er nicht auf, die Kinder zu bedrohen, so warnte sie ihn, werde sie diese töten. Der Mann lachte nur, doch am nächsten Morgen fanden er und seine Arbeiter Frau und Kinder tot im nahen Fluss. Maria hatte ihre eigenen Kinder mit bloßen Händen ertränkt und sich dann selbst in die Fluten gestürzt. Andere Versionen berichten, dass der Mann sie und ihre Kinder ertränkt habe.
Legenden zufolge soll der Geist La Llorona einen ambivalenten Charakter aufweisen. Ihr von Rachsucht und Verzweiflung getriebener Geist stelle untreuen Ehemännern nach und töte sie. In den Legenden, in denen sie ermordet wurde, sei sie von Engeln aus dem Fluss gezogen worden und dann in den Himmel aufgestiegen. Dort habe Gott versprochen, ihr Einlass zu gewähren, wenn sie ihre Kinder wiederfinden könne. Seither sei sie unermüdlich auf der Suche nach ihnen. Die Versionen, in denen sie ihre Kinder selbst getötet hat, sagen, sie sei auch als Geist verrückt geworden, weil sie ihre Kinder nicht wiederfinden konnte. Nun sei sie neidisch auf glückliche Familien und versuche alles, um anderen Familien die Kinder wegzunehmen. Deshalb werden noch heute in Mexiko und Mittelamerika Kinder und Jugendliche davor gewarnt, abends allein nahe Flussufern und/oder in dunklen, leeren Gassen zu spielen. La Llorona werde sonst erscheinen und die Kinder in den Fluss zerren. Oder sie nähere sich jungen Männern und frage sie: „Wo sind meine Kinder?“ Antworte der Befragte mit: „Sie spielen noch im Fluss“, kehre sie dorthin zurück. Könne der Befragte keine Auskunft geben, werde er von ihr ertränkt. In jedem Falle soll die Begegnung mit La Llorona einen Fluch oder eine schwere Krankheit zur Folge haben.

## Ursprung
Die Legenden um La Llorona tauchten um 1550 in spanischen Besiedlungen in Mexiko und Mittelamerika auf, als Spanisch mehr und mehr zur Landessprache aufstieg. Schon zu dieser Zeit kursierten mehrere Variationen der Legende und die Figur der „Weinenden Dame“ scheint der Urbevölkerung schon länger bekannt gewesen zu sein. Doch erst ab dem frühen 16. Jahrhundert wurden sie schriftlich festgehalten. La Llorona dürfte von der aztekischen Göttin Cihuacóatl („Schlangenfrau“) inspiriert sein. Cihuacóatl soll von Himmel gestiegen sein, um bei der Erschaffung der Erde mitzuwirken. Nachdem die Menschen geschaffen waren, begann die Göttin, jede Nacht zu weinen, weil sie die Herzen aller Männer verschlingen wollte, um sich deren Liebe und Gunst zu sichern. So kam der Brauch auf, junge Männer zu opfern und ihnen die Herzen zu entreißen. Interessant (weil augenfällig) ist die Beschreibung von Cihuacóatl: Auch sie ist in weiße Gewänder gehüllt und ihr Gesicht ist mit einem weißen Schleier bedeckt. Sie soll einen schlanken Flechtkorb auf dem Rücken tragen, in den sie entführte Kinder steckt. Ganz wie La Llorona ertränkt auch die Göttin in einem Fluss Kinder, allerdings solche, die sie zuvor entführt hat. Der Fluss wird in aztekischen Mythen als Ort der Wiedergeburt angesehen. Auch der Totengeist Cihuateotl („Tote der Geborenen“) könnte die Legende der La Llorona beeinflusst haben: So heißen die mächtigen Totengeister jener Mütter, die bei der Geburt ihres Kindes starben.
Die Maya berichten Ähnliches: Die Göttin Xtabay, eine rachsüchtige Naturgöttin, die in Wäldern hausen soll, sei dazu verdammt, stets nur Zwillinge zu gebären, und jede Nacht weine sie deswegen bitterlich. Wer ihr begegne, werde in einer ganz bestimmten Nacht von ihr heimgesucht und getötet werden.

## Die Figur der La Llorona in der modernen Subkultur
Sowohl die Legenden als auch das Wesen der La Llorona haben Eingang in die moderne Subkultur gefunden. Sie erscheint in moderner Romanliteratur, so zum Beispiel in Ray John Arágons The Legend of La Llorona von 1980 und in Gilbert Hernandez’ La Llorona: The Legend of the Crying Woman von 2000. Sie ist auch ein beliebter Charakter in Drama- und Horrorfilmen, zum Beispiel in Ramón Peóns La Llorona von 1933 und in Jayro Bustamantes La Llorona von 2019. Aus demselben Jahr stammt der Horrorfilm Lloronas Fluch von Michael Chaves. Tehlor Kay Mejia verarbeitete die Legende in ihrem 2020 erschienenen Jugendbuch Paola Santiago and the River of Tears.